# Real Madrid Club de Fútbol 1994-1995
Questa voce raccoglie le informazioni riguardanti il Real Madrid Club de Fútbol nelle competizioni ufficiali della stagione 1994-1995.

## Rosa
| N. |                      | Ruolo | Calciatore            |
| -- | -------------------- | ----- | --------------------- |
|    | Spagna (bandiera)    | P     | Francisco Buyo        |
|    | Spagna (bandiera)    | P     | Santiago Cañizares    |
|    | Spagna (bandiera)    | P     | Pedro Contreras       |
|    | Spagna (bandiera)    | D     | Manuel Sanchís        |
|    | Spagna (bandiera)    | D     | Fernando Hierro       |
|    | Spagna (bandiera)    | D     | Quique Sánchez Flores |
|    | Spagna (bandiera)    | D     | Mikel Lasa            |
|    | Spagna (bandiera)    | D     | Chendo                |
|    | Spagna (bandiera)    | D     | Rafael Alkorta        |
|    | Spagna (bandiera)    | D     | Alberto Marcos Rey    |
|    | Spagna (bandiera)    | D     | Fernando Muñoz        |
|    | Argentina (bandiera) | C     | Fernando Redondo      |
|    | Spagna (bandiera)    | C     | Martín Vázquez        |

| N. |                       | Ruolo | Calciatore             |
| -- | --------------------- | ----- | ---------------------- |
|    | Spagna (bandiera)     | C     | Luis Milla             |
|    | Spagna (bandiera)     | C     | Míchel                 |
|    | Spagna (bandiera)     | C     | Sandro                 |
|    | Cile (bandiera)       | A     | Iván Zamorano          |
|    | Spagna (bandiera)     | A     | José Emilio Amavisca   |
|    | Spagna (bandiera)     | A     | Luis Enrique           |
|    | Danimarca (bandiera)  | A     | Michael Laudrup        |
|    | Spagna (bandiera)     | A     | Raúl                   |
|    | Spagna (bandiera)     | A     | Alfonso Pérez          |
|    | Spagna (bandiera)     | A     | Emilio Butragueño      |
|    | Slovacchia (bandiera) | A     | Peter Dubovský         |
|    | Spagna (bandiera)     | A     | Dani                   |
|    | Spagna (bandiera)     | A     | Alberto Rivera Pizarro |